# Kārlis Puriņš
Kārlis Aleksandrs Puriņš (* 5. Oktober 1883 in Smiltene, Kreis Walk, Gouvernement Livland, Russisches Kaiserreich; † 25. Juni 1947 in Greven, Nordrhein-Westfalen, Deutschland) war ein lettischer Jurist, Hochschullehrer und Politiker der Latvju demokrātu savienība, der unter anderem erster Finanzminister Lettlands (1918 bis 1919, 1920 bis 1921) war.

## Leben

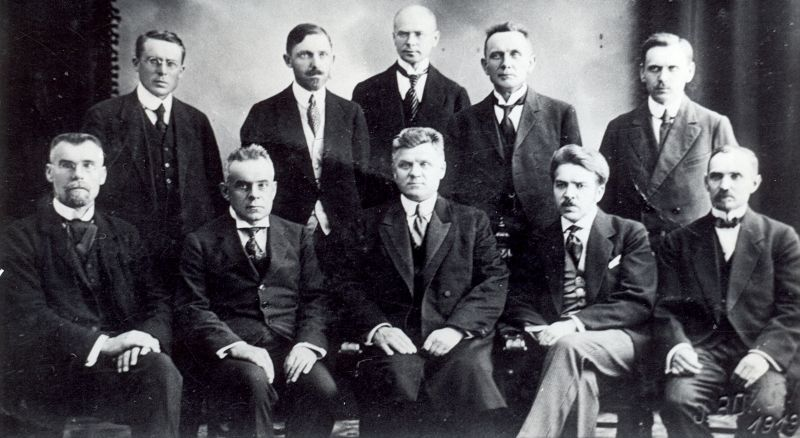
Puriņš (stehend, rechts) als Finanzminister mit den anderen Ministern des ersten Kabinetts Ulmanis (April 1919).

Kārlis Aleksandrs Puriņš begann nach dem Schulbesuch in Smiltene und Sankt Petersburg 1904 ein Studium an der Fakultät für Geschichte und Philologie der Kaiserlichen Universität Moskau, wechselte aber 1906 an die Fakultät für Rechtswissenschaften der Universität Moskau, die er 1911 mit Auszeichnung abschloss. Nach seinem Abschluss blieb er kurzzeitig an der Fakultät für Wirtschaftswissenschaften, um sich auf wissenschaftliche Arbeiten vorzubereiten. Daraufhin war er von 1911 bis 1916 als Assistent eines vereidigten Rechtsanwalts in Moskau tätig, ehe er zwischen 1916 und 1918 selbst als vereidigter Rechtsanwalt in Moskau niederließ. 1918 kehrte er nach Lettland zurück und beteiligte sich aktiv an der Gründung der Republik Lettland.

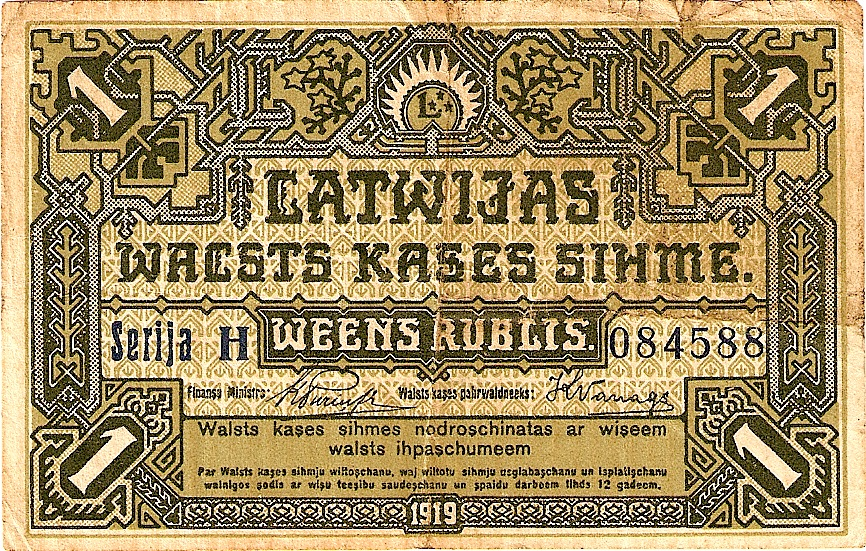
Während Puriņš Amtszeit als Finanzminister kam es im März 1919 zur Einführung des lettischen Rubels.

Im November 1918 wurde Puriņš Mitglied des Volksrates (Latvijas Tautas padome) und übernahm am 19. November 1918 im ersten Kabinett von Ministerpräsident Kārlis Ulmanis, der ersten provisorischen Regierung der neuen Republik, das Amt des Finanzministers (Finanšu ministrs) und behielt dieses Amt bis zum 13. Juli 1919. Das Amt des Finanzministers übernahm er am 15. März 1920 im Kabinett Ulmanis III als Nachfolger von Robert Erhardt erneut das Amt des Finanzministers und bekleidete dieses Ministeramt vom 12. Juni 1920 bis zu seiner Ablösung durch Ringolds Kalnings am 21. März 1921 auch im darauf folgenden Kabinett Ulmanis IV. Seine größten Verdienste in dieser Zeit waren der Aufbau des staatlichen Finanzministeriums, einschließlich der Staatskasse, die Beschaffung staatlicher Finanzmittel unter schwierigen innen- und außenpolitischen Bedingungen sowie die Organisation des lettischen Außenhandels Ende 1918 und im ersten Halbjahr 1919 sowie die Einführung des lettischen Rubels im März 1919. Er war des Weiteren zwischen dem 1. Mai 1920 und dem 7. November 1922 für die Union Lettischer Demokraten (Latvju demokrātu savienība) Mitglied der Verfassunggebenden Versammlung (Latvijas Satversmes sapulce).
Neben seinen politischen Ämtern wurde Kārlis Puriņš im September 1919 als Dozent an der Hochschule Lettlands (Latvijas Augstskola) zugelassen, in der er ab 1920 als Assistenzprofessor für Finanzrecht lehrte. Am 3. Oktober 1919 wurde er zum Prodekan der Fakultät für Wirtschaftswissenschaften und Recht der Hochschule Lettlands ernannt und fungierte von Februar bis Mai 1920 als kommissarischer Dekan dieser Fakultät. Er arbeitete von 1921 bis 1925 erneut als vereidigter Rechtsanwalt, gab seine Anwaltstätigkeit allerdings auf, nachdem er am 6. August 1925 zum Richter der Verwaltungsabteilung (Administratīvais Departaments) des Obersten Gerichts Lettlands (Latvijas Senāts) ernannt wurde und dem er bis zum 26. November 1940 angehörte. Für seine Verdienste wurde er 1925 zum Kommandeur des Drei-Sterne-Ordens ernannt und schloss 1937 seine Promotion zum Doktor der Wirtschaftswissenschaften mit der Dissertation „Ienākuma nodoklis Latvijā“ ab, einer Abhandlung über die Einkommensteuer in Lettland. Er wurde zudem 1937 zum Professor ernannt und fungierte während der sowjetischen Besetzung Lettlands (1940 bis 1941) als kommissarischer Leiter sowie während der deutschen Besetzung Lettlands (1941 bis 1945) zuletzt als Leiter der Abteilung für Finanzwissenschaften der Universität Lettlands. Außerdem engagierte er sich in der Akademischen Gesellschaft für Sozialwissenschaften der Universität Lettlands, der Gesellschaft für Gesundheitsförderung und der Rigaer Lettischen Gesellschaft RLB (Rīgas Latviešu biedrība). 1944 floh er nach  Deutschland und starb 1947 im Flüchtlingslager Greven in Nordrhein-Westfalen.

## Hintergrundliteratur
- L. Birziņa: Latvijas Universitātes tiesībzinātnieki. Tiesiskā doma Latvijā XX gadsimtā, Zvaigzne ABC, Riga 1999, S. 50–51